# میشیجان علیا
میشیجان علیا (خمین)، روستایی از توابع بخش مرکزی شهرستان خمین در استان مرکزی ایران است. این روستا در ۷ کیلومتری شمال شرقی خمین قرار دارد و به اعتقاد احمد کسروی، میشیجان یا میشیان به معنی ده میش یا جایگاه و سرزمین میش است.

## جمعیت
این روستا در دهستان صالحان قرار دارد و براساس سرشماری مرکز آمار ایران در سال ۱۳۸۵، جمعیت آن ۹۵۲ نفر (۲۶۳خانوار) بوده‌است.